# Concerto pour violon d'Elgar
Pour les articles homonymes, voir Concerto pour violon (homonymie).
 (novembre 2023).
Si vous disposez d'ouvrages ou d'articles de référence ou si vous connaissez des sites web de qualité traitant du thème abordé ici, merci de compléter l'article en donnant les références utiles à sa vérifiabilité et en les liant à la section « Notes et références ».
Le Concerto pour violon en si mineur, opus 61 d'Edward Elgar a été composé entre 1909 et 1910 et a été créé le 10 novembre 1910 à Londres par Fritz Kreisler (le dédicataire de l'œuvre) sous la direction du compositeur. L'accueil fut triomphal.
C'est Kreisler, lui-même, qui avait souhaité qu'Elgar composât un concerto pour violon, le violoniste et le compositeur s'étant rencontré par le biais d'un ami allemand commun.

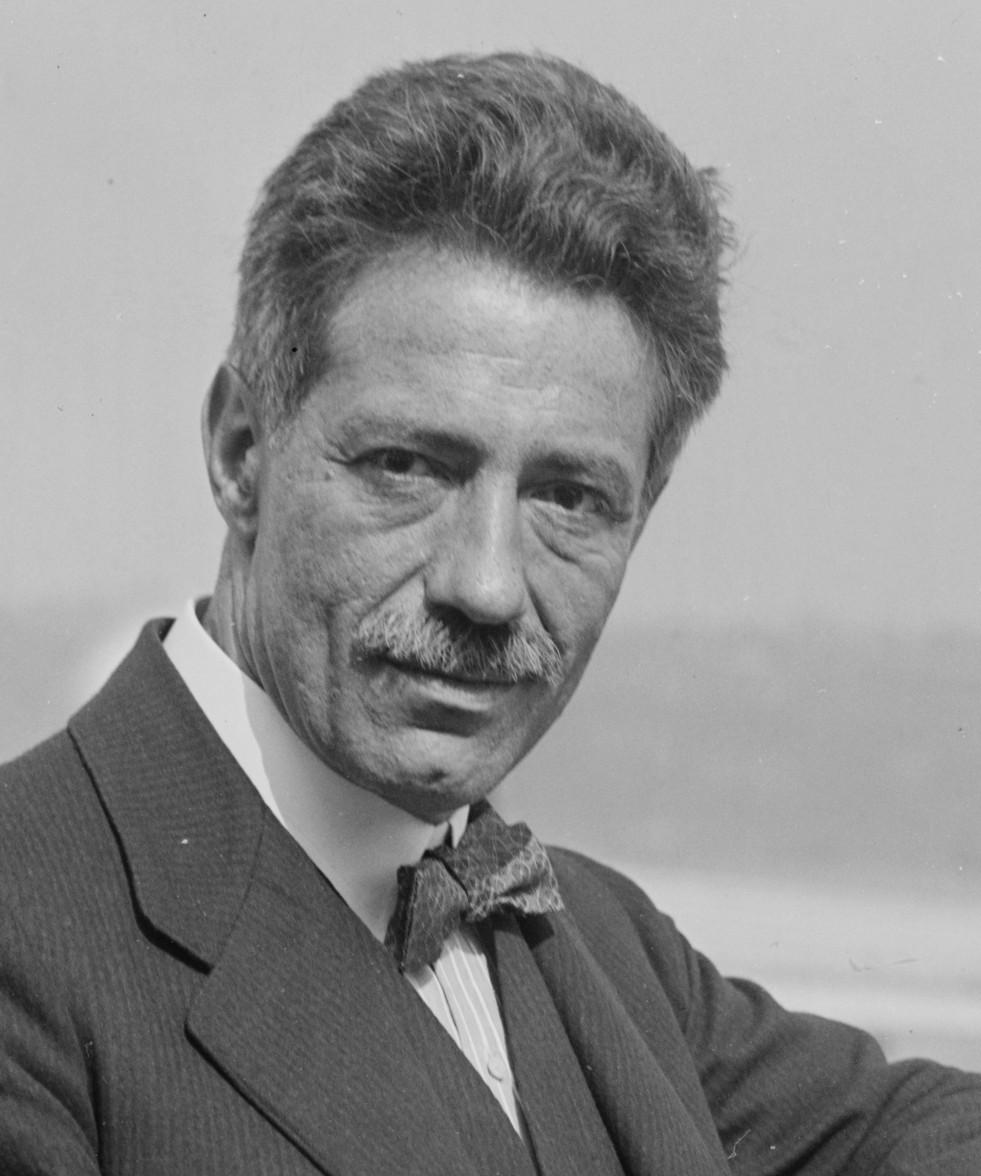
Fritz Kreisler

## Description
Il s'agit d'une des plus longues œuvres d'Elgar et un des concertos pour violon les plus longs de l'histoire de la musique occidentale. C'est également le concerto le plus autobiographique, avec celui d'Alban Berg. En effet, Elgar écrivait dans une lettre à sa chère amie Alice Stuart-Wortley en 1912 : « J'ai écrit mon âme en toutes lettres dans le concerto, la Deuxième Symphonie et l'Ode [The Musik Makers] et tu le sais. [...] Dans ces trois œuvres, je me suis révélé moi-même. »
Bien que ce concerto soit dédié à Fritz Kreisler, la partition comporte également en exergue, une épigraphe en espagnol : « Aqui está encerrada el alma de... » (Ici se trouve enfermée l'âme de...). Il y a deux suppositions à cette âme en question : la première est celle d'Alice Stuart-Wortley, fille du peintre Sir John Millais et amie du compositeur. Elgar eut du mal à se faire à l'idée qu'elle avait le même prénom que son épouse quand les deux familles furent devenues très intimes, si bien qu'Alice devint The Windflower (l'Anémone). Elgar lui parla de « ton concerto » et de « notre concerto » et il voyait même dans certaines phrases des « thèmes Anémone ». L'autre supposition de l'"âme enfermée" est celle de Julia H. Worthington, une amie américaine d'Elgar morte en 1913 et sans doute aimée du compositeur...
Bref, « quelle que soit la personne dont le concerto renferme l'âme, il renferme finalement l'âme du violon » comme le souligne le biographe d'Elgar, Michael Kennedy.

## Structure
Le concerto est composé de trois mouvements : 
1. Allegro
2. Andante
3. Allegro molto

Effectif orchestral accompagnant le violon soliste : 2 flûtes, 2 hautbois, 2 clarinettes, 2 bassons, 1 contrebasson; 4 cors, 2 trompettes, 3 trombones, 1 tuba; timbales; les cordes
Durée d'exécution : entre 47 et 53 minutes

### Allegro
Dernier grand concerto à débuter par une ample exposition orchestrale dans le plus pur style classique. Cette introduction comprend pas moins de six thèmes principaux unis dans un flux mélodique continu. Le violon fait son entrée avec un bref récitatif, évoque certains thèmes antérieurs et s'oppose à d'autres. Le mouvement reste dans l'ensemble d'un caractère sombre et orageux.

### Andante
Ce deuxième mouvement débute avec douceur et tendresse par l'orchestre seul. Le violon se joint à lui quelques mesures plus loin mais comme voix médiane. Peu à peu la tension monte et un audacieux passage de douzième ascendante constitue l'une des marques les plus bouleversantes. La réexposition est introduite par l'accord de Tristan, aisément reconnaissable. Coda intime.

### Allegro molto
Le finale, de forme très rhapsodique et de caractère dramatique, débute par un prélude exécuté par le soliste auquel se joint l'orchestre peu à peu. Plusieurs idées se développent dans différentes tonalités avant d'atteindre la gigantesque coda. Celle-ci inclut la cadence du soliste jusque-là absente dans les deux premiers mouvements. Cette immense cadence est soutenue légèrement par l'orchestre et elle recèle la musique la plus intériorisée du concerto. Pour Elgar, qui ne pouvait la jouer sans avoir les larmes aux yeux, le violon « repense ici tristement au premier mouvement [...] la musique exhalant un chant de souvenirs et d'espoir ». Nous sortons ainsi du rêve avec la coda dans la coda qui conclut sur un ton triomphal.